# روسيلية
رُوسيلِيَة هو جنس من النباتات المزهرة في الفصيلة الحملية التي تضم لسان الحمل. يضعه بعض علماء النبات في الفصيلة الغدبية. يكرم الاسم عالم الطبيعة الاسكتلندي ألكسندر رُسيل (1715-1768). 